# Епархия Лейк-Чарльза
Епархия Лейк-Чарльза (лат. Dioecesis Lacus Carolini) — епархия Римско-Католической церкви с центром в городе Лейк-Чарльз, штат Луизиана, США. Епархия Лейк-Чарльза входит в митрополию Нового Орлеана. Кафедральным собором епархии Лейк-Чарльза является Собор Непорочного зачатия Пресвятой Девы Марии.

## История
29 января 1980 года Римский папа Иоанн Павел II издал буллу Qui ad beatissimi, которой учредил епархию Лейк-Чарльза, выделив её из епархии Лафейетта.

## Ординарии епархии
- епископ Джуд Спейрер[англ.] (29.01.1980 — 12.12.2000)
- епископ Эдвард Кеннет Брэкстон[англ.] (12.12.2000 — 15.03.2005) — назначен епископом Белвилла
- епископ Глен Джон Провост[англ.] (с 06.03.2007)

## Источник
- Annuario Pontificio, Ватикан, 2005
- Булла Qui ad beatissimi  (лат.)